# Ори (генетика)
Ори је ДНК секвенца која сигнализира почетак репликације. Она се понекад назива место почетка. Код Е. coli, ори је 250 нуклеотида дуга ( орице). Плазмидне ори секвенце су сличне са орице.
Током конјугације, репликација типа ваљања калема почиње у орити ('Т' за трансфер) секвенце ФАТ плазмида.
Бактерије имају једно место почетка репликације. Еукариота имају вишеструке репликоне, свако од којих има ори. Репликони су у опсегу дужине од 40 kb (квасац и Дрозофила) до 300 kb (биљке).
Митохондријска ДНК многих организама има две ори секвенце. Код људи, оне се називају ориха и орила за тешки и лаки ланац ДНК.